# Rosslare Strand
Rosslare Strand, ou plus simplement Rosslare (en irlandais : Ros Láir), est une ville située au sud-est de l'Irlande dans le comté de Wexford. Le nom de Rosslare Strand est utilisé pour distinguer la ville de l'agglomération voisine qui s'est développée autour du port de Rosslare.
Depuis plus de cent ans, Rosselare Strand est une ville très prisée par les touristes irlandais car c'est le lieu le plus ensoleillé d'Irlande. Les plages de la ville sont très fréquentées.
La ville a connu récemment une énorme explosion urbanistique. De très nombreux lotissements de maisons de vacances ont été construits le long des plages.